# Prijs voor beste album op het internationaal stripfestival van Angoulême
De Prijs voor beste album op het internationaal stripfestival van Angoulême (Prix du meilleur album) is een prijs die op het internationaal stripfestival van Angoulême door een officiële jury uitgereikt wordt aan het beste stripalbum dat het afgelopen jaar in het Frans gepubliceerd werd. 
Sinds de eerste uitreiking in 1976 heeft de prijs verschillende formules gekend. Zo werd in het verleden vaak een onderscheid gemaakt tussen strips uit Frankrijk en uit andere landen of tussen realistische en humoristische strips. Doorheen de jaren droeg de prijs de namen Meilleure œuvre, Alfred du meilleur album, Alph-Art du meilleur album en Prix du meilleur album, terwijl hij nu bekendstaat als Fauve d'Or. 

## Lijst van winnende albums
| Jaar | Titel                                               | Auteur(s)                             | Toelichting                                     |
| ---- | --------------------------------------------------- | ------------------------------------- | ----------------------------------------------- |
| 1976 | Axel Moonshine 2: Het rijk van de zwarte zonnen     | Christian Godard en Julio Ribera      | Beste Franse realistische werk                  |
| 1976 | Corto Maltese: De ballade van de zilte zee          | Hugo Pratt                            | Beste buitenlandse realistische werk            |
| 1976 | Lobbes 2: Lobbes zaagt maar door                    | Marcel Gotlib                         | Beste Franse humoristische werk                 |
| 1976 | Roodoog                                             | Gordon Bess                           | Beste buitenlandse humoristische werk           |
| 1977 | Legende en waarheid over Goudkopje                  | Annie Goetzinger                      | Beste Franse realistische werk                  |
| 1977 | Indianenreeks 1: De Meesters van de Donder          | Hans G. Kresse                        | Beste buitenlandse realistische werk            |
| 1977 | De zwarte baron                                     | Yves Got en René Pétillon             | Beste Franse humoristische werk                 |
| 1977 | Andy Capp 2                                         | Reg Smythe                            | Beste buitenlandse humoristische werk           |
| 1978 | Alex 13: Het Spook van Carthago                     | Jacques Martin                        | Beste Franse realistische werk                  |
| 1978 | Alack Sinner                                        | José Muñoz en Carlos Sampayo          | Beste buitenlandse realistische werk            |
| 1978 | Le Génie des alpages 3 : Barre-toi de mon herbe     | F'Murrr                               | Beste Franse humoristische werk                 |
| 1978 | Bollie en Billie 14: Billie is 't beu!              | Jean Roba                             | Beste buitenlandse humoristische werk           |
| 1979 | niet toegekend                                      | niet toegekend                        | niet toegekend                                  |
| 1980 | niet toegekend                                      | niet toegekend                        | niet toegekend                                  |
| 1981 | De dorpsgek van Schoonvergeten                      | Didier Comès                          | Alfred voor het beste album (ex aequo)          |
| 1981 | Paracuellos                                         | Carlos Giménez                        | Alfred voor het beste album (ex aequo)          |
| 1982 | Jonathan 7: Kate                                    | Cosey                                 | Alfred voor het beste album                     |
| 1983 | Alack Sinner: Flic ou privé                         | José Muñoz en Carlos Sampayo          | Alfred voor het beste album                     |
| 1984 | Marcel Labrume 2: Op zoek naar de verloren oorlogen | Attilio Micheluzzi                    | Alfred voor het beste album                     |
| 1985 | De Duistere Steden: De koorts van Urbicande         | François Schuiten en Benoît Peeters   | Alfred voor het beste album                     |
| 1986 | De vrouw van de tovenaar                            | François Boucq en Jérôme Charyn       | Alfred voor het beste Franse album              |
| 1986 | Torpedo 4: Chaud devant!                            | Jordi Bernet en Enrique Sanchez Abuli | Alfred voor het beste buitenlandse album        |
| 1987 | Vic Valence 1: Une Nuit chez Tennessee              | Jean-Pierre Autheman                  | Alfred voor het beste Franse album              |
| 1987 | Indian Summer                                       | Hugo Pratt en Milo Manara             | Alfred voor het beste buitenlandse album        |
| 1988 | Jonathan Cartland 8: De schaduw van het leven       | Michel Blanc-Dumont en Laurence Harlé | Alph-Art voor het beste Franse album            |
| 1988 | Maus: Mijn vader bloedt geschiedenis                | Art Spiegelman                        | Alph-Art voor het beste buitenlandse album      |
| 1989 | Theodoor Cleysters 3: Marie Rechtdoorzee            | Frank Le Gall                         | Alph-Art voor het beste Franse album (ex-aequo) |
| 1989 | Gens de France                                      | Jean Teulé                            | Alph-Art voor het beste Franse album (ex-aequo) |
| 1989 | Watchmen                                            | Alan Moore en Dave Gibbons            | Alph-Art voor het beste buitenlandse album      |
| 1990 | Gazoline et la planète rouge                        | Jano                                  | Alph-Art voor het beste Franse album            |
| 1990 | V for Vendetta                                      | Alan Moore en David Lloyd             | Alph-Art voor het beste buitenlandse album      |
| 1991 | Le Chemin de l'Amérique                             | Baru en Jean-Marc Thévenet            | Alph-Art voor het beste Franse album            |
| 1991 | Manuel Montano                                      | Miguelanxo Prado en Fernando Luna     | Alph-Art voor het beste buitenlandse album      |
| 1992 | Couma acó                                           | Edmond Baudoin                        | Alph-Art voor het beste Franse album            |
| 1992 | Casper en Hobbes 1                                  | Bill Watterson                        | Alph-Art voor het beste buitenlandse album      |
| 1993 | Basil et Victoria 2: Jack                           | Yann en Édith Grattery                | Alph-Art voor het beste Franse album            |
| 1993 | Maus: En hier begon mijn ellende pas                | Art Spiegelman                        | Alph-Art voor het beste buitenlandse album      |
| 1994 | De Kraai op Gymschoenen                             | Fred                                  | Alph-Art voor het beste Franse album            |
| 1994 | Krijtlijn                                           | Miguelanxo Prado                      | Alph-Art voor het beste buitenlandse album      |
| 1995 | Het dagboek                                         | André Juillard                        | Alph-Art voor het beste Franse album            |
| 1995 | Jonas Fink 1: De jeugdjaren                         | Vittorio Giardino                     | Alph-Art voor het beste buitenlandse album      |
| 1996 | Vluchtweg naar de zon                               | Baru                                  | Alph-Art voor het beste Franse album            |
| 1996 | Bone 1: Weg uit Boneville                           | Jeff Smith                            | Alph-Art voor het beste buitenlandse album      |
| 1997 | Qui a tué l'idiot ?                                 | Nicolas Dumontheuil                   | Alph-Art voor het beste Franse album            |
| 1997 | Le Silence de Malka                                 | Rubén Pellejero en Jorge Zentner      | Alph-Art voor het beste buitenlandse album      |
| 1998 | Léon la came 2: Laid, pauvre et malade              | Nicolas de Crécy en Sylvain Chomet    | Alph-Art voor het beste Franse album            |
| 1998 | Fax from Sarajevo                                   | Joe Kubert                            | Alph-Art voor het beste buitenlandse album      |
| 1999 | Meneer Johan 4: Stil geluk                          | Philippe Dupuy en Charles Berberian   | Alph-Art voor het beste Franse album            |
| 1999 | Cages                                               | Dave McKean                           | Alph-Art voor het beste buitenlandse album      |
| 2000 | Ibicus: Tweede Boek                                 | Pascal Rabaté                         | Alph-Art voor het beste Franse album            |
| 2000 | Passage en douce                                    | Helena Klakočar                       | Alph-Art voor het beste buitenlandse album      |
| 2001 | Jack Palmer 12: L'Enquête corse                     | René Pétillon                         | Alph-Art voor het beste Franse album            |
| 2001 | Le Canard qui aimait les poules                     | Carlos Nine                           | Alph-Art voor het beste buitenlandse album      |
| 2002 | Isaac de Piraat 1: Amerika                          | Christophe Blain                      | Alph-Art voor het beste album                   |
| 2003 | Jimmy Corrigan, de slimste jongen ter wereld        | Chris Ware                            | Alph-Art voor het beste album                   |
| 2004 | De dagelijkse worsteling 1                          | Manu Larcenet                         | Prijs voor het beste album                      |
| 2005 | De muzikant                                         | Marjane Satrapi                       | Prijs voor het beste album                      |
| 2006 | Aantekeningen voor een oorlogsverhaal               | Gian Alfonso Pacinotti                | Prijs voor het beste album                      |
| 2007 | NonNonBâ                                            | Shigeru Mizuki                        | Prijs voor het beste album                      |
| 2008 | De aankomst                                         | Shaun Tan                             | Fauve d'Or voor het beste album                 |
| 2009 | Pinokkio                                            | Winshluss                             | Fauve d'Or voor het beste album                 |
| 2010 | Pascal Brutal: Sterker dan de rest                  | Riad Sattouf                          | Fauve d'Or voor het beste album                 |
| 2011 | Vijfduizend kilometer per seconde                   | Manuele Fior                          | Fauve d'Or voor het beste album                 |
| 2012 | Jeruzalem                                           | Guy Delisle                           | Fauve d'Or voor het beste album                 |
| 2013 | Quai d'Orsay 2                                      | Christophe Blain en Abel Lanzac       | Fauve d'Or voor het beste album                 |
| 2014 | Come Prima                                          | Alfred                                | Fauve d'Or voor het beste album                 |
| 2015 | De Arabier van de toekomst                          | Riad Sattouf                          | Fauve d'Or voor het beste album                 |
| 2016 | Hier                                                | Richard McGuire                       | Fauve d'Or voor het beste album                 |
| 2017 | Paysage après la bataille                           | Éric Lambé en Philippe de Pierpont    | Fauve d'Or voor het beste album                 |
| 2018 | La saga de Grimr                                    | Jérémie Moreau                        | Fauve d'Or voor het beste album                 |
| 2019 | Moi, ce que j'aime, c'est les monstres              | Emil Ferris                           | Fauve d'Or voor het beste album                 |
| 2020 | Révolution, t. 1 : Liberté                          | Florent Grouazel en Younn Locard      | Fauve d'Or voor het beste album                 |
| 2021 | L'Accident de chasse                                | Landis Blair en David L. Carlson      | Fauve d'Or voor het beste album                 |
| 2022 | Écoute, jolie Marcia                                | Marcello Quintanilha                  | Fauve d'Or voor het beste album                 |
| 2023 | La Couleur des choses                               | Martin Panchaud                       | Fauve d'Or voor het beste album                 |
| 2024 | Monica                                              | Daniel Clowes                         | Fauve d'Or voor het beste album                 |
| 2025 | Deux filles nues                                    | Luz                                   | Fauve d'Or voor het beste album                 |